# 2014-es labdarúgó-világbajnokság-selejtező

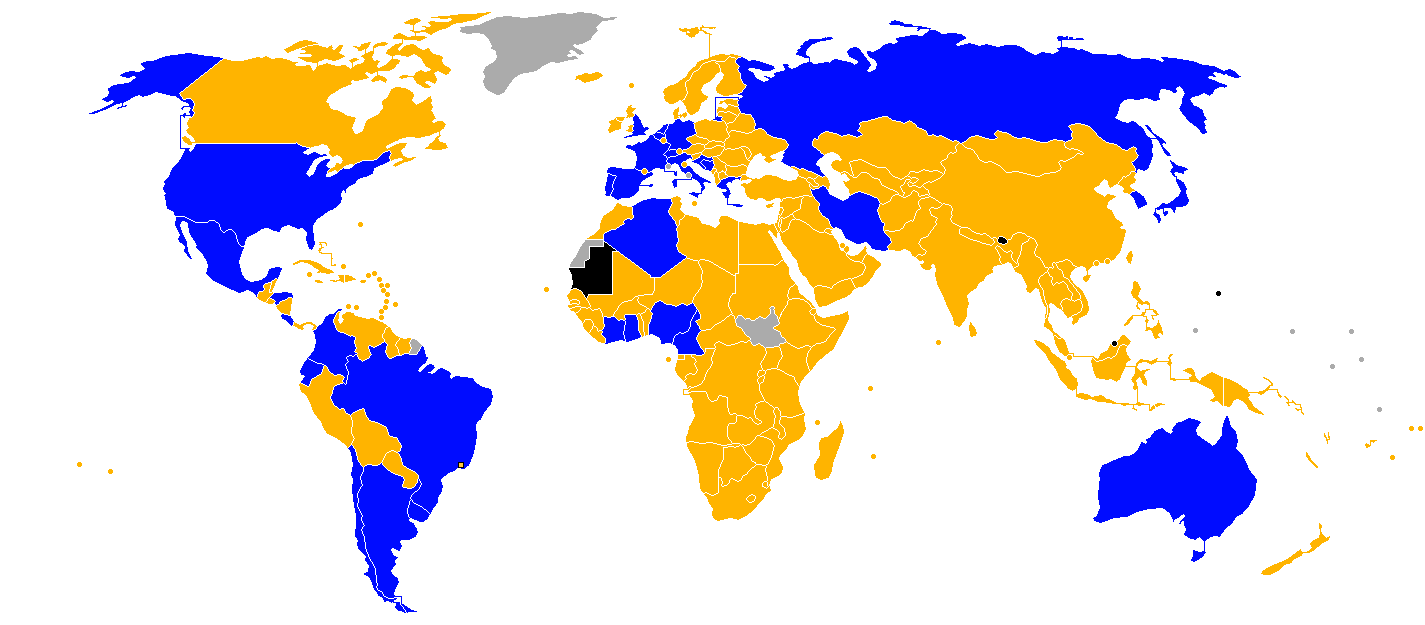

A 2014-es labdarúgó-világbajnokság selejtezőit 2011 és 2013 között rendezték.
Afrikából 52 válogatott vett részt, egy válogatott nem indult a selejtezőn. Ázsiából 43 csapat indult, egy válogatott felfüggesztés miatt nem játszhatott, kettő pedig nem indult. Észak-Amerikából 35, Európából 53, Dél-Amerikából 9, Óceániából 11 ország, összesen 203 válogatott vett részt a selejtezőkön.
A selejtezőn nem vett részt a házigazda Brazília. Afrikából nem indult Mauritánia, Ázsiából Brunei felfüggesztés miatt nem indulhatott, Bhután és Guam pedig nem indult.

## Részvételi jogok
Az egyes kontinensek számára kiosztandó, a világbajnokságon való részvételt jelentő helyekről 2011. március 3-án döntött a FIFA. A kvóták a 2010-es vb-hez képest nem változtak:
| Kontinens | Hely |
| --- | --- |
| Európa | 13 hely |
| Afrika | 5 hely |
| Dél-Amerika | 4 vagy 5 hely (Brazília a rendező jogán automatikus résztvevője a világbajnokságnak, így összesen 5 vagy 6 hely) |
| Ázsia | 4 vagy 5 hely |
| Észak-Amerika, Közép-Amerika, és a Karib-térség | 3 vagy 4 hely |
| Óceánia | 0 vagy 1 hely (nincs biztosított hely)                                                                           |
| Megjegyzés: A dél-amerikai 5., az ázsiai 5., az észak-amerikai 4. helyezettjének, és az óceániai csoport győztesének rájátszást kellett játszania. Ezeknek a mérkőzéseknek a párosítását sorsolással döntötték el. | |

## Részt vevő csapatok
A következő csapatok vettek részt a 2014-es labdarúgó-világbajnokságon:

A kvalifikáció megszerzésének sorrendjében. A "Világbajnoki részvétel" oszlop már tartalmazza a 2014-es labdarúgó-világbajnokságot is.
| Csapat              | Hogyan kvalifikált                               | Kvalifikáció időpontja | Világbajnoki részvétel | Utolsó részvétel  | Előző legjobb eredmény                     |
| ------------------- | ------------------------------------------------ | ---------------------- | ---------------------- | ----------------- | ------------------------------------------ |
| Brazília            | Rendező                                          | 2007. október 30.      | 20                     | 2010              | Világbajnok (1958, 1962, 1970, 1994, 2002) |
| Japán               | AFC, 4. forduló, B csoport győztese              | 2013. június 4.        | 5                      | 2010              | Nyolcaddöntő (2002, 2010)                  |
| Ausztrália          | AFC, 4. forduló, B csoport, második              | 2013. június 18.       | 4                      | 2010              | Nyolcaddöntő (2010)                        |
| Irán                | AFC, 4. forduló, A csoport győztese              | 2013. június 18.       | 4                      | 2006              | Csoportkör (1978, 1998, 2006)              |
| Dél-Korea           | AFC, 4. forduló, A csoport, második              | 2013. június 18.       | 9                      | 2010              | 4. helyezés (2002)                         |
| Hollandia           | UEFA, D csoport, csoportgyőztes                  | 2013. szeptember 10.   | 10                     | 2010              | Ezüstérmes (1974, 1978, 2010)              |
| Olaszország         | UEFA, B csoport, csoportgyőztes                  | 2013. szeptember 10.   | 18                     | 2010              | Világbajnok (1934, 1938, 1982, 2006)       |
| Costa Rica          | CONCACAF, második                                | 2013. szeptember 10.   | 4                      | 2006              | Nyolcaddöntő (1990)                        |
| Egyesült Államok    | CONCACAF, csoportgyőztes                         | 2013. szeptember 10.   | 10                     | 2010              | Bronzérmes (1930)                          |
| Argentína           | CONMEBOL, csoportgyőztes                         | 2013. szeptember 10.   | 16                     | 2010              | Világbajnok (1978, 1986)                   |
| Belgium             | UEFA, A csoport, csoportgyőztes                  | 2013. október 11.      | 12                     | 2002              | 4. helyezés (1986)                         |
| Svájc               | UEFA, E csoport, csoportgyőztes                  | 2013. október 11.      | 10                     | 2010              | Negyeddöntő (1934, 1938, 1954)             |
| Németország         | UEFA, C csoport, csoportgyőztes                  | 2013. október 11.      | 18                     | 2010              | Világbajnok (1954, 1974, 1990              |
| Kolumbia            | CONMEBOL, második                                | 2013. október 11.      | 5                      | 1998              | Nyolcaddöntő (1990)                        |
| Oroszország         | UEFA, F csoport, csoportgyőztes                  | 2013. október 15.      | 3                      | 2002              | Bronzérmes (1966)                          |
| Bosznia-Hercegovina | UEFA, G csoport, csoportgyőztes                  | 2013. október 15.      | 1                      | még nem szerepelt | –                                          |
| Anglia              | UEFA, H csoport, csoportgyőztes                  | 2013. október 15.      | 14                     | 2010              | Világbajnok (1966)                         |
| Spanyolország       | UEFA, I csoport, csoportgyőztes                  | 2013. október 15.      | 14                     | 2010              | Világbajnok (2010)                         |
| Chile               | CONMEBOL, harmadik                               | 2013. október 15.      | 9                      | 2010              | Bronzérmes (1962)                          |
| Ecuador             | CONMEBOL, negyedik                               | 2013. október 15.      | 3                      | 2006              | Nyolcaddöntő (2006)                        |
| Honduras            | CONCACAF, harmadik                               | 2013. október 15.      | 3                      | 2010              | Csoportkör (1982, 2010)                    |
| Nigéria             | CAF, 3. forduló                                  | 2013. november 16.     | 5                      | 2010              | Nyolcaddöntő (1994, 1998)                  |
| Elefántcsontpart    | CAF, 3. forduló                                  | 2013. november 16.     | 3                      | 2010              | Csoportkör (2006, 2010)                    |
| Kamerun             | CAF, 3. forduló                                  | 2013. november 17.     | 7                      | 2010              | Negyeddöntő (1990)                         |
| Ghána               | CAF, 3. forduló                                  | 2013. november 19.     | 3                      | 2010              | Negyeddöntő (2010)                         |
| Algéria             | CAF, 3. forduló                                  | 2013. november 19.     | 4                      | 2010              | Csoportkör (1982, 1986, 2010)              |
| Görögország         | UEFA, pótselejtezők                              | 2013. november 19.     | 3                      | 2010              | Csoportkör (1994, 2010)                    |
| Horvátország        | UEFA, pótselejtezők                              | 2013. november 19.     | 4                      | 2006              | Bronzérmes (1998)                          |
| Portugália          | UEFA, pótselejtezők                              | 2013. november 19.     | 6                      | 2010              | Bronzérmes (1966)                          |
| Franciaország       | UEFA, pótselejtezők                              | 2013. november 19.     | 14                     | 2010              | Világbajnok (1998)                         |
| Mexikó              | Interkontinentális pótselejtezők, CONCACAF – OFC | 2013. november 20.     | 15                     | 2010              | Negyeddöntő (1970, 1986)                   |
| Uruguay             | Interkontinentális pótselejtezők, AFC – CONMEBOL | 2013. november 20.     | 12                     | 2010              | Világbajnok (1930, 1950)                   |

## Selejtezők
A selejtezők sorsolását 2011. július 30-án, helyi idő szerint 15 órakor tartották Rio de Janeiróban.
A Brazília a rendező jogán a világbajnokság automatikus résztvevője. A címvédő Spanyolország nem szerzett automatikusan járó részvételi helyet, ezért részt vett a selejtezőn.

### Sorrend meghatározása
A selejtezők során a csoportokban a következők szerint kell meghatározni a sorrendet:
1. több szerzett pont az összes mérkőzésen (egy győzelemért 3 pont, egy döntetlenért 1 pont jár, a vereségért nem jár pont)
2. jobb gólkülönbség az összes mérkőzésen
3. több lőtt gól az összes mérkőzésen

Ha két vagy több csapat a fenti három kritérium alapján is azonos eredménnyel áll, akkor a következők szerint kellett meghatározni a sorrendet:
1. több szerzett pont az azonosan álló csapatok között lejátszott mérkőzéseken
2. jobb gólkülönbség az azonosan álló csapatok között lejátszott mérkőzéseken
3. több lőtt gól az azonosan álló csapatok között lejátszott mérkőzéseken
4. több idegenben szerzett gól (az idegenben szerzett gólok duplán számítanak a szerzett gólok számításakor, ha az állás a 6. pont után is egyenlő)

### Afrika (CAF)
(5 hely)
Összesen 52 afrikai válogatott vett részt a selejtezőn, egy válogatott, Mauritánia nem indult a selejtezőn. Afrikából öt válogatott jutott ki automatikusan a 2014-es labdarúgó-világbajnokságra.
Az afrikai selejtező egy előselejtező körből, egy csoportkörből, és egy pótselejtezőből állt. Az első előselejtező fordulóban 24 csapat vett részt, a párosítások győztesei továbbjutottak a második fordulóba. A csoportkörben a kiemelés szerinti 1–28. helyen rangsorolt csapatok és az előselejtező 12 továbbjutója vett részt. Tíz csoportot sorsolnak, mindegyikben négy csapat szerepel. A csoportok első helyezettjei pótselejtezőt játszanak. A pótselejtezőn a csoportkör 10 továbbjutója vett részt. Öt párosítást sorsolnak, a párosítások győztesei kijutnak a 2014-es labdarúgó-világbajnokságra.
3. forduló
| 1. csapat        | Össz.Tooltip Aggregate score | 2. csapat | 1. mérk. | 2. mérk. |
| ---------------- | ---------------------------- | --------- | -------- | -------- |
| Elefántcsontpart | 4–2                          | Szenegál  | 3–1      | 1–1      |
| Etiópia          | 1–4                          | Nigéria   | 1–2      | 0–2      |
| Tunézia          | 1–4                          | Kamerun   | 0–0      | 1–4      |
| Ghána            | 7–3                          | Egyiptom  | 6–1      | 1–2      |
| Burkina Faso     | 3–3 (i.g.)                   | Algéria   | 3–2      | 0–1      |

### Ázsia (AFC)
(4 vagy 5 hely)
Összesen 43 ázsiai válogatott vett részt a selejtezőn. Egy válogatott felfüggesztés miatt nem játszhatott, kettő pedig nem indult. Ázsiából négy válogatott jutott ki automatikusan a 2014-es labdarúgó-világbajnokságra, az ötödik helyezett csapatnak interkontinentális pótselejtezőt kellett játszania.
Az ázsiai selejtező két előselejtező körből, két csoportkörből, és egy pótselejtező mérkőzésből állt. A csapatok kiemelését a 2010-es labdarúgó-világbajnokság ázsiai selejtezőiben elért eredmények alapján végezték. Az első előselejtező fordulóban 16 csapat vett részt, a párosítások győztesei továbbjutottak a második fordulóba. A második előselejtezőben az első forduló 8 továbbjutója és a kiemelés szerint további 22 csapat vett részt. A 15 párosítás győztese jutott a harmadik fordulóba, azaz az első csoportkörbe.
Az első csoportkörben a kiemelés szerinti első öt helyen rangsorolt csapat és a második forduló 15 továbbjutója vett részt. A csoportok első két helyezettje jutott a második csoportkörbe, ahol két újabb öt csapatos csoportot képeztek. A két csoport első és második helyezettje automatikusan kijutott a világbajnokságra, míg a csoportok harmadik helyezett csapatai pótselejtező mérkőzést játszottak.
A pótselejtező győztese interkontinentális pótselejtezőn vett részt. Az interkontinentális pótselejtezőn az ellenfél a dél-amerikai ötödik, az észak-amerikai negyedik, és az óceániai csoport győztese lehetett.
4. forduló
A csoport
| Hely. | Csapat      | M | Gy | D | V | G+ | G– | Gk | P  | Továbbjutás                         |     | Irán | Dél-Korea | Üzbegisztán | Katar | Libanon |
| ----- | ----------- | - | -- | - | - | -- | -- | -- | -- | ----------------------------------- | --- | ---- | --------- | ----------- | ----- | ------- |
| 1.    | Irán        | 8 | 5  | 1 | 2 | 8  | 2  | +6 | 16 | Kijutott a 2014-es világbajnokságra |     | —    | 1–0       | 0–1         | 0–0   | 4–0     |
| 2.    | Dél-Korea   | 8 | 4  | 2 | 2 | 13 | 7  | +6 | 14 | Kijutott a 2014-es világbajnokságra |     | 0–1  | —         | 1–0         | 2–1   | 3–0     |
| 3.    | Üzbegisztán | 8 | 4  | 2 | 2 | 11 | 6  | +5 | 14 | Pótselejtezőre került               |     | 0–1  | 2–2       | —           | 5–1   | 1–0     |
| 4.    | Katar       | 8 | 2  | 1 | 5 | 5  | 13 | −8 | 7  |                                     |     | 0–1  | 1–4       | 0–1         | —     | 1–0     |
| 5.    | Libanon     | 8 | 1  | 2 | 5 | 3  | 12 | −9 | 5  |                                     | 1–0 | 1–1  | 1–1       | 0–1         | —     |         |

B csoport
| Hely. | Csapat     | M | Gy | D | V | G+ | G– | Gk  | P  | Továbbjutás                         |     | Japán | Ausztrália (ország) | Jordánia | Omán | Irak |
| ----- | ---------- | - | -- | - | - | -- | -- | --- | -- | ----------------------------------- | --- | ----- | ------------------- | -------- | ---- | ---- |
| 1.    | Japán      | 8 | 5  | 2 | 1 | 16 | 5  | +11 | 17 | Kijutott a 2014-es világbajnokságra |     | —     | 1–1                 | 6–0      | 3–0  | 1–0  |
| 2.    | Ausztrália | 8 | 3  | 4 | 1 | 12 | 7  | +5  | 13 | Kijutott a 2014-es világbajnokságra |     | 1–1   | —                   | 4–0      | 2–2  | 1–0  |
| 3.    | Jordánia   | 8 | 3  | 1 | 4 | 7  | 16 | −9  | 10 | Pótselejtezőre került               |     | 2–1   | 2–1                 | —        | 1–0  | 1–1  |
| 4.    | Omán       | 8 | 2  | 3 | 3 | 7  | 10 | −3  | 9  |                                     |     | 1–2   | 0–0                 | 2–1      | —    | 1–0  |
| 5.    | Irak       | 8 | 1  | 2 | 5 | 4  | 8  | −4  | 5  |                                     | 0–1 | 1–2   | 1–0                 | 1–1      | —    |      |

Pótselejtező
| 1. csapat | Össz.Tooltip Aggregate score | 2. csapat   | 1. mérk. | 2. mérk.   |
| --------- | ---------------------------- | ----------- | -------- | ---------- |
| Jordánia  | 2–2 (t. 9–8)                 | Üzbegisztán | 1–1      | 1–1 (h.u.) |

### Dél-Amerika (CONMEBOL)
(4 vagy 5 hely, és a rendező Brazília)
Dél-amerikából a világbajnokság rendezőjeként Brazília automatikusan részt vett a világbajnokságon. A dél-amerikai selejtezőben kilenc válogatott vett részt, amely egyetlen csoportot alkot. A csoportban a csapatok körmérkőzéses, oda-visszavágós rendszerben mérkőztek meg egymással. Az első négy csapat résztvevője lesz a 2014-es labdarúgó-világbajnokságnak, az ötödik helyezett dél-amerikai ország interkontinentális pótselejtezőn vett részt. A pótselejtezőket sorsolták, a dél-amerikai ötödik helyezett csapat ellenfele az észak-amerikai negyedik, az ázsiai ötödik, és az óceániai csoport győztese lehetett.
Csoportkör
| Hely. | Csapat    | M  | Gy | D | V  | G+ | G– | Gk  | P  | Továbbjutás                         |     | Argentína | Kolumbia | Chile | Ecuador | Uruguay | Venezuela | Peru | Bolívia | Paraguay |
| ----- | --------- | -- | -- | - | -- | -- | -- | --- | -- | ----------------------------------- | --- | --------- | -------- | ----- | ------- | ------- | --------- | ---- | ------- | -------- |
| 1.    | Argentína | 16 | 9  | 5 | 2  | 35 | 15 | +20 | 32 | Kijutott a 2014-es világbajnokságra |     | —         | 0–0      | 4–1   | 4–0     | 3–0     | 3–0       | 3–1  | 1–1     | 3–1      |
| 2.    | Kolumbia  | 16 | 9  | 3 | 4  | 27 | 13 | +14 | 30 | Kijutott a 2014-es világbajnokságra |     | 1–2       | —        | 3–3   | 1–0     | 4–0     | 1–1       | 2–0  | 5–0     | 2–0      |
| 3.    | Chile     | 16 | 9  | 1 | 6  | 29 | 25 | +4  | 28 | Kijutott a 2014-es világbajnokságra |     | 1–2       | 1–3      | —     | 2–1     | 2–0     | 3–0       | 4–2  | 3–1     | 2–0      |
| 4.    | Ecuador   | 16 | 7  | 4 | 5  | 20 | 16 | +4  | 25 | Kijutott a 2014-es világbajnokságra |     | 1–1       | 1–0      | 3–1   | —       | 1–0     | 2–0       | 2–0  | 1–0     | 4–1      |
| 5.    | Uruguay   | 16 | 7  | 4 | 5  | 25 | 25 | 0   | 25 | Interkontinetális pótselejtező      |     | 3–2       | 2–0      | 4–0   | 1–1     | —       | 1–1       | 4–2  | 4–2     | 1–1      |
| 6.    | Venezuela | 16 | 5  | 5 | 6  | 14 | 20 | −6  | 20 |                                     |     | 1–0       | 1–0      | 0–2   | 1–1     | 0–1     | —         | 3–2  | 1–0     | 1–1      |
| 7.    | Peru      | 16 | 4  | 3 | 9  | 17 | 26 | −9  | 15 |                                     | 1–1 | 0–1       | 1–0      | 1–0   | 1–2     | 2–1     | —         | 1–1  | 2–0     |          |
| 8.    | Bolívia   | 16 | 2  | 6 | 8  | 17 | 30 | −13 | 12 |                                     | 1–1 | 1–2       | 0–2      | 1–1   | 4–1     | 1–1     | 1–1       | —    | 3–1     |          |
| 9.    | Paraguay  | 16 | 3  | 3 | 10 | 17 | 31 | −14 | 12 |                                     | 2–5 | 1–2       | 1–2      | 2–1   | 1–1     | 0–2     | 1–0       | 4–0  | —       |          |

### Európa (UEFA)
(13 hely)
Összesen 53 európai válogatott vett részt a selejtezőn. A selejtező lebonyolítása megegyezett a 2010-es világbajnokság selejtezőjével. Sorsolással nyolc hatcsapatos és egy ötcsapatos csoportot képeztek. A csoportokban körmérkőzéses, oda-visszavágós rendszerben mérkőztek meg a csapatok egymással. A sorozat végén a kilenc csoportelső automatikusan kijutott a világbajnokságra, míg a nyolc legjobb csoportmásodik között oda-visszavágós pótselejtezőt rendeztek. A pótselejtezők győztesei jutottak még ki a 2014-es labdarúgó-világbajnokságra. Európából összesen 13 válogatott jutott ki a világbajnokságra.
Az első forduló végeredménye
A csoport
| Hely. | Csapat       | M  | Gy | D | V | G+ | G– | Gk  | P  | Továbbjutás                         |     | Belgium | Horvátország | Szerbia | Skócia | Wales | Észak-Macedónia |
| ----- | ------------ | -- | -- | - | - | -- | -- | --- | -- | ----------------------------------- | --- | ------- | ------------ | ------- | ------ | ----- | --------------- |
| 1.    | Belgium      | 10 | 8  | 2 | 0 | 18 | 4  | +14 | 26 | Kijutott a 2014-es világbajnokságra |     | —       | 1–1          | 2–1     | 2–0    | 1–1   | 1–0             |
| 2.    | Horvátország | 10 | 5  | 2 | 3 | 12 | 9  | +3  | 17 | Továbbjutott a második fordulóba    |     | 1–2     | —            | 2–0     | 0–1    | 2–0   | 1–0             |
| 3.    | Szerbia      | 10 | 4  | 2 | 4 | 18 | 11 | +7  | 14 |                                     |     | 0–3     | 1–1          | —       | 2–0    | 6–1   | 5–1             |
| 4.    | Skócia       | 10 | 3  | 2 | 5 | 8  | 12 | −4  | 11 |                                     | 0–2 | 2–0     | 0–0          | —       | 1–2    | 1–1   |                 |
| 5.    | Wales        | 10 | 3  | 1 | 6 | 9  | 20 | −11 | 10 |                                     | 0–2 | 1–2     | 0–3          | 2–1     | —      | 1–0   |                 |
| 6.    | Macedónia    | 10 | 2  | 1 | 7 | 7  | 16 | −9  | 7  |                                     | 0–2 | 1–2     | 1–0          | 1–2     | 2–1    | —     |                 |

B csoport
| Hely. | Csapat       | M  | Gy | D | V | G+ | G– | Gk  | P  | Továbbjutás                         |     | Olaszország | Dánia | Csehország | Bulgária | Örményország | Málta |
| ----- | ------------ | -- | -- | - | - | -- | -- | --- | -- | ----------------------------------- | --- | ----------- | ----- | ---------- | -------- | ------------ | ----- |
| 1.    | Olaszország  | 10 | 6  | 4 | 0 | 19 | 9  | +10 | 22 | Kijutott a 2014-es világbajnokságra |     | —           | 3–1   | 2–1        | 1–0      | 2–2          | 2–0   |
| 2.    | Dánia        | 10 | 4  | 4 | 2 | 17 | 12 | +5  | 16 |                                     |     | 2–2         | —     | 0–0        | 1–1      | 0–4          | 6–0   |
| 3.    | Csehország   | 10 | 4  | 3 | 3 | 13 | 9  | +4  | 15 |                                     | 0–0 | 0–3         | —     | 0–0        | 1–2      | 3–1          |       |
| 4.    | Bulgária     | 10 | 3  | 4 | 3 | 14 | 9  | +5  | 13 |                                     | 2–2 | 1–1         | 0–1   | —          | 1–0      | 6–0          |       |
| 5.    | Örményország | 10 | 4  | 1 | 5 | 12 | 13 | −1  | 13 |                                     | 1–3 | 0–1         | 0–3   | 2–1        | —        | 0–1          |       |
| 6.    | Málta        | 10 | 1  | 0 | 9 | 5  | 28 | −23 | 3  |                                     | 0–2 | 1–2         | 1–4   | 1–2        | 0–1      | —            |       |

C csoport
| Hely. | Csapat      | M  | Gy | D | V | G+ | G– | Gk  | P  | Továbbjutás                         |     | Németország | Svédország | Ausztria | Írország | Kazahsztán | Feröer |
| ----- | ----------- | -- | -- | - | - | -- | -- | --- | -- | ----------------------------------- | --- | ----------- | ---------- | -------- | -------- | ---------- | ------ |
| 1.    | Németország | 10 | 9  | 1 | 0 | 36 | 10 | +26 | 28 | Kijutott a 2014-es világbajnokságra |     | —           | 4–4        | 3–0      | 3–0      | 4–1        | 3–0    |
| 2.    | Svédország  | 10 | 6  | 2 | 2 | 19 | 14 | +5  | 20 | Továbbjutott a második fordulóba    |     | 3–5         | —          | 2–1      | 0–0      | 2–0        | 2–0    |
| 3.    | Ausztria    | 10 | 5  | 2 | 3 | 20 | 10 | +10 | 17 |                                     |     | 1–2         | 2–1        | —        | 1–0      | 4–0        | 6–0    |
| 4.    | Írország    | 10 | 4  | 2 | 4 | 16 | 17 | −1  | 14 |                                     | 1–6 | 1–2         | 2–2        | —        | 3–1      | 3–0        |        |
| 5.    | Kazahsztán  | 10 | 1  | 2 | 7 | 6  | 21 | −15 | 5  |                                     | 0–3 | 0–1         | 0–0        | 1–2      | —        | 2–1        |        |
| 6.    | Feröer      | 10 | 0  | 1 | 9 | 4  | 29 | −25 | 1  |                                     | 0–3 | 1–2         | 0–3        | 1–4      | 1–1      | —          |        |

D csoport
| Hely. | Csapat       | M  | Gy | D | V  | G+ | G– | Gk  | P  | Továbbjutás                         |     | Hollandia | Románia | Magyarország | Törökország | Észtország | Andorra |
| ----- | ------------ | -- | -- | - | -- | -- | -- | --- | -- | ----------------------------------- | --- | --------- | ------- | ------------ | ----------- | ---------- | ------- |
| 1.    | Hollandia    | 10 | 9  | 1 | 0  | 34 | 5  | +29 | 28 | Kijutott a 2014-es világbajnokságra |     | —         | 4–0     | 8–1          | 2–0         | 3–0        | 3–0     |
| 2.    | Románia      | 10 | 6  | 1 | 3  | 19 | 12 | +7  | 19 | Továbbjutott a második fordulóba    |     | 1–4       | —       | 3–0          | 0–2         | 2–0        | 4–0     |
| 3.    | Magyarország | 10 | 5  | 2 | 3  | 21 | 20 | +1  | 17 |                                     |     | 1–4       | 2–2     | —            | 3–1         | 5–1        | 2–0     |
| 4.    | Törökország  | 10 | 5  | 1 | 4  | 16 | 9  | +7  | 16 |                                     | 0–2 | 0–1       | 1–1     | —            | 3–0         | 5–0        |         |
| 5.    | Észtország   | 10 | 2  | 1 | 7  | 6  | 20 | −14 | 7  |                                     | 2–2 | 0–2       | 0–1     | 0–2          | —           | 2–0        |         |
| 6.    | Andorra      | 10 | 0  | 0 | 10 | 0  | 30 | −30 | 0  |                                     | 0–2 | 0–4       | 0–5     | 0–2          | 0–1         | —          |         |

E csoport
| Hely. | Csapat    | M  | Gy | D | V | G+ | G– | Gk  | P  | Továbbjutás                         |     | Svájc | Izland | Szlovénia | Norvégia | Albánia | Ciprusi Köztársaság |
| ----- | --------- | -- | -- | - | - | -- | -- | --- | -- | ----------------------------------- | --- | ----- | ------ | --------- | -------- | ------- | ------------------- |
| 1.    | Svájc     | 10 | 7  | 3 | 0 | 17 | 6  | +11 | 24 | Kijutott a 2014-es világbajnokságra |     | —     | 4–4    | 1–0       | 1–1      | 2–0     | 1–0                 |
| 2.    | Izland    | 10 | 5  | 2 | 3 | 17 | 15 | +2  | 17 | Továbbjutott a második fordulóba    |     | 0–2   | —      | 2–4       | 2–0      | 2–1     | 2–0                 |
| 3.    | Szlovénia | 10 | 5  | 0 | 5 | 14 | 11 | +3  | 15 |                                     |     | 0–2   | 1–2    | —         | 3–0      | 1–0     | 2–1                 |
| 4.    | Norvégia  | 10 | 3  | 3 | 4 | 10 | 13 | −3  | 12 |                                     | 0–2 | 1–1   | 2–1    | —         | 0–1      | 2–0     |                     |
| 5.    | Albánia   | 10 | 3  | 2 | 5 | 9  | 11 | −2  | 11 |                                     | 1–2 | 1–2   | 1–0    | 1–1       | —        | 3–1     |                     |
| 6.    | Ciprus    | 10 | 1  | 2 | 7 | 4  | 15 | −11 | 5  |                                     | 0–0 | 1–0   | 0–2    | 1–3       | 0–0      | —       |                     |

F csoport
| Hely. | Csapat         | M  | Gy | D | V | G+ | G– | Gk  | P  | Továbbjutás                         |     | Oroszország | Portugália | Izrael | Azerbajdzsán | Észak-Írország | Luxemburg |
| ----- | -------------- | -- | -- | - | - | -- | -- | --- | -- | ----------------------------------- | --- | ----------- | ---------- | ------ | ------------ | -------------- | --------- |
| 1.    | Oroszország    | 10 | 7  | 1 | 2 | 20 | 5  | +15 | 22 | Kijutott a 2014-es világbajnokságra |     | —           | 1–0        | 3–1    | 1–0          | 2–0            | 4–1       |
| 2.    | Portugália     | 10 | 6  | 3 | 1 | 20 | 9  | +11 | 21 | Továbbjutott a második fordulóba    |     | 1–0         | —          | 1–1    | 3–0          | 1–1            | 3–0       |
| 3.    | Izrael         | 10 | 3  | 5 | 2 | 19 | 14 | +5  | 14 |                                     |     | 0–4         | 3–3        | —      | 1–1          | 1–1            | 3–0       |
| 4.    | Azerbajdzsán   | 10 | 1  | 6 | 3 | 7  | 11 | −4  | 9  |                                     | 1–1 | 0–2         | 1–1        | —      | 2–0          | 1–1            |           |
| 5.    | Észak-Írország | 10 | 1  | 4 | 5 | 9  | 17 | −8  | 7  |                                     | 1–0 | 2–4         | 0–2        | 1–1    | —            | 1–1            |           |
| 6.    | Luxemburg      | 10 | 1  | 3 | 6 | 7  | 26 | −19 | 6  |                                     | 0–4 | 1–2         | 0–6        | 0–0    | 3–2          | —              |           |

G csoport
| Hely. | Csapat              | M  | Gy | D | V | G+ | G– | Gk  | P  | Továbbjutás                         |     | Bosznia-Hercegovina | Görögország | Szlovákia | Litvánia | Lettország | Liechtenstein |
| ----- | ------------------- | -- | -- | - | - | -- | -- | --- | -- | ----------------------------------- | --- | ------------------- | ----------- | --------- | -------- | ---------- | ------------- |
| 1.    | Bosznia-Hercegovina | 10 | 8  | 1 | 1 | 30 | 6  | +24 | 25 | Kijutott a 2014-es világbajnokságra |     | —                   | 3–1         | 0–1       | 3–0      | 4–1        | 4–1           |
| 2.    | Görögország         | 10 | 8  | 1 | 1 | 12 | 4  | +8  | 25 | Továbbjutott a második fordulóba    |     | 0–0                 | —           | 1–0       | 2–0      | 1–0        | 2–0           |
| 3.    | Szlovákia           | 10 | 3  | 4 | 3 | 11 | 10 | +1  | 13 |                                     |     | 1–2                 | 0–1         | —         | 1–1      | 2–1        | 2–0           |
| 4.    | Litvánia            | 10 | 3  | 2 | 5 | 9  | 11 | −2  | 11 |                                     | 0–1 | 0–1                 | 1–1         | —         | 2–0      | 2–0        |               |
| 5.    | Lettország          | 10 | 2  | 2 | 6 | 10 | 20 | −10 | 8  |                                     | 0–5 | 1–2                 | 2–2         | 2–1       | —        | 2–0        |               |
| 6.    | Liechtenstein       | 10 | 0  | 2 | 8 | 4  | 25 | −21 | 2  |                                     | 1–8 | 0–1                 | 1–1         | 0–2       | 1–1      | —          |               |

H csoport
| Hely. | Csapat        | M  | Gy | D | V  | G+ | G– | Gk  | P  | Továbbjutás                         |     | Anglia | Ukrajna | Montenegró | Lengyelország | Moldova | San Marino |
| ----- | ------------- | -- | -- | - | -- | -- | -- | --- | -- | ----------------------------------- | --- | ------ | ------- | ---------- | ------------- | ------- | ---------- |
| 1.    | Anglia        | 10 | 6  | 4 | 0  | 31 | 4  | +27 | 22 | Kijutott a 2014-es világbajnokságra |     | —      | 1–1     | 4–1        | 2–0           | 4–0     | 5–0        |
| 2.    | Ukrajna       | 10 | 6  | 3 | 1  | 28 | 4  | +24 | 21 | Továbbjutott a második fordulóba    |     | 0–0    | —       | 0–1        | 1–0           | 2–1     | 9–0        |
| 3.    | Montenegró    | 10 | 4  | 3 | 3  | 18 | 17 | +1  | 15 |                                     |     | 1–1    | 0–4     | —          | 2–2           | 2–5     | 3–0        |
| 4.    | Lengyelország | 10 | 3  | 4 | 3  | 18 | 12 | +6  | 13 |                                     | 1–1 | 1–3    | 1–1     | —          | 2–0           | 5–0     |            |
| 5.    | Moldova       | 10 | 3  | 2 | 5  | 12 | 17 | −5  | 11 |                                     | 0–5 | 0–0    | 0–1     | 1–1        | —             | 3–0     |            |
| 6.    | San Marino    | 10 | 0  | 0 | 10 | 1  | 54 | −53 | 0  |                                     | 0–8 | 0–8    | 0–6     | 1–5        | 0–2           | —       |            |

I csoport
| Hely. | Csapat           | M | Gy | D | V | G+ | G– | Gk  | P  | Továbbjutás                         |     | Spanyolország | Franciaország | Finnország | Grúzia | Fehéroroszország |
| ----- | ---------------- | - | -- | - | - | -- | -- | --- | -- | ----------------------------------- | --- | ------------- | ------------- | ---------- | ------ | ---------------- |
| 1.    | Spanyolország    | 8 | 6  | 2 | 0 | 14 | 3  | +11 | 20 | Kijutott a 2014-es világbajnokságra |     | —             | 1–1           | 1–1        | 2–0    | 2–1              |
| 2.    | Franciaország    | 8 | 5  | 2 | 1 | 15 | 6  | +9  | 17 | Továbbjutott a második fordulóba    |     | 0–1           | —             | 3–0        | 3–1    | 3–1              |
| 3.    | Finnország       | 8 | 2  | 3 | 3 | 5  | 9  | −4  | 9  |                                     |     | 0–2           | 0–1           | —          | 1–1    | 1–0              |
| 4.    | Grúzia           | 8 | 1  | 2 | 5 | 3  | 10 | −7  | 5  |                                     | 0–1 | 0–0           | 0–1           | —          | 1–0    |                  |
| 5.    | Fehéroroszország | 8 | 1  | 1 | 6 | 7  | 16 | −9  | 4  |                                     | 0–4 | 2–4           | 1–1           | 2–0        | —      |                  |

Pótselejtezők
| 1. csapat   | Össz.Tooltip Aggregate score | 2. csapat     | 1. mérk. | 2. mérk. |
| ----------- | ---------------------------- | ------------- | -------- | -------- |
| Portugália  | 4–2                          | Svédország    | 1–0      | 3–2      |
| Ukrajna     | 2–3                          | Franciaország | 2–0      | 0–3      |
| Görögország | 4–2                          | Románia       | 3–1      | 1–1      |
| Izland      | 0–2                          | Horvátország  | 0–0      | 0–2      |

### Észak- és Közép-Amerika, Karib-térség (CONCACAF)
(3 vagy 4 hely )
Összesen 35 észak-amerikai válogatott vett részt a selejtezőn. Az észak-amerikai selejtező egy előselejtező körből és három csoportkörből állt. Az első előselejtező fordulóban 10 csapat vett részt, a párosítások győztesei továbbjutnak a második fordulóba.
Az első csoportkörben a kiemelés szerinti 7–25. helyen rangsorolt csapatok és az előselejtező 5 továbbjutója vett részt. Hat csoportot sorsoltak, mindegyikben négy csapat szerepelt. A csoportok első helyezettje jutott a második csoportkörbe.
A második csoportkörben a kiemelés szerinti 1–6. helyen rangsorolt csapatok és az első csoportkör 6 továbbjutója vett részt. Három darab négycsapatos csoportot képeztek. A három csoport első és második helyezettje jutott a harmadik csoportkörbe.
A harmadik csoportkörben a második csoportkör hat továbbjutója vesz rész, a csapatok egyetlen csoportot alkottak. Az első három helyezett automatikusan kijutott a világbajnokságra, míg a csoport negyedik helyezettje interkontinentális pótselejtezőn vett részt. A pótselejtezőn az ellenfél a dél-amerikai ötödik, az ázsiai ötödik, és az óceániai csoport győztese lehetett.
4. forduló
| Hely. | Csapat           | M  | Gy | D | V | G+ | G– | Gk | P  | Továbbjutás                         |     | Amerikai Egyesült Államok | Costa Rica | Honduras | Mexikó | Panama | Jamaica |
| ----- | ---------------- | -- | -- | - | - | -- | -- | -- | -- | ----------------------------------- | --- | ------------------------- | ---------- | -------- | ------ | ------ | ------- |
| 1.    | Egyesült Államok | 10 | 7  | 1 | 2 | 15 | 8  | +7 | 22 | Kijutott a 2014-es világbajnokságra |     | —                         | 1–0        | 1–0      | 2–0    | 2–0    | 2–0     |
| 2.    | Costa Rica       | 10 | 5  | 3 | 2 | 13 | 7  | +6 | 18 | Kijutott a 2014-es világbajnokságra |     | 3–1                       | —          | 1–0      | 2–1    | 2–0    | 2–0     |
| 3.    | Honduras         | 10 | 4  | 3 | 3 | 13 | 12 | +1 | 15 | Kijutott a 2014-es világbajnokságra |     | 2–1                       | 1–0        | —        | 2–2    | 2–2    | 2–0     |
| 4.    | Mexikó           | 10 | 2  | 5 | 3 | 7  | 9  | −2 | 11 | Interkontinetális pótselejtező      |     | 0–0                       | 0–0        | 1–2      | —      | 2–1    | 0–0     |
| 5.    | Panama           | 10 | 1  | 5 | 4 | 10 | 14 | −4 | 8  |                                     |     | 2–3                       | 2–2        | 2–0      | 0–0    | —      | 0–0     |
| 6.    | Jamaica          | 10 | 0  | 5 | 5 | 5  | 13 | −8 | 5  |                                     | 1–2 | 1–1                       | 2–2        | 0–1      | 1–1    | —      |         |

### Óceánia (OFC)
(0 vagy 1 hely)
Összesen 11 óceániai válogatott vett részt a selejtezőn. A csapatok kiemelését a 2011. júliusi FIFA-világranglista alapján végezték. Az első fordulóban a kiemelés szerinti négy legalacsonyabb helyezéssel rendelkező csapat vett részt. A négy csapat egyetlen csoportot alkotott, amelyben körmérkőzéses rendszerben mérkőztek meg egymással. A csoport első helyezettje jutott a második fordulóba. Az első forduló egyben a 2012-es OFC-nemzetek kupájának selejtezője is volt.
A második fordulóban a kiemelés szerinti hét legjobb helyezéssel rendelkező csapat, valamint az első forduló továbbjutója vett részt. A második forduló a 2012-es OFC-nemzetek kupájának csoportköre is volt egyben. A nyolc csapat két darab négyes csoportot alkotott, amelyben a csapatok körmérkőzéses rendszerben mérkőztek meg egymással. A négy elődöntős csapat jutott a harmadik fordulóba.
A harmadik fordulóban a második forduló négy továbbjutója vett részt. A csapatok egyetlen csoportot alkottak, amelyben oda-visszavágós, körmérkőzéses rendszerben mérkőztek meg egymással. A csoport első helyezettje interkontinentális pótselejtezőn vett részt. A pótselejtezőn az ellenfél az ázsiai ötödik, a dél-amerikai ötödik, az észak-amerikai negyedik helyezett lehetett. A párosításokat sorsolással döntötték el. A párosítás győztese jutott ki 2014-es labdarúgó-világbajnokságra.
3. forduló, végeredmény
A harmadik fordulóban részt vevő csapatok kiléte 2012. június 6-án, a második forduló befejezésével derült ki. A csapatok egyetlen csoportot alkottak, amelyben oda-visszavágós, körmérkőzéses rendszerben mérkőztek meg egymással. A mérkőzéseket 2012. szeptember 7-e és 2013. március 26-a között játszották le. A csoport első helyezettje részt vett az interkontinentális pótselejtezőn.
| Csapat           | M | Gy | D | V | Rg | Kg | Gk  | P  |
| ---------------- | - | -- | - | - | -- | -- | --- | -- |
| Új-Zéland        | 6 | 6  | 0 | 0 | 17 | 2  | +15 | 18 |
| Új-Kaledónia     | 6 | 4  | 0 | 2 | 17 | 6  | +11 | 12 |
| Tahiti           | 6 | 1  | 0 | 5 | 2  | 12 | –10 | 3  |
| Salamon-szigetek | 6 | 1  | 0 | 5 | 5  | 21 | –16 | 3  |

### Interkontinentális pótselejtezők
Az alábbi négy helyen végző válogatottak játszottak pótselejtezőt:
| Konföderáció                | Csapat    |
| --------------------------- | --------- |
| Ázsiai 5. helyezett         | Jordánia  |
| Észak-amerikai 4. helyezett | Mexikó    |
| Dél-amerikai 5. helyezett   | Uruguay   |
| Óceániai csoport győztese   | Új-Zéland |

A párosításról sorsolás döntött, amelyet 2011. július 30-án tartottak Rio de Janeiroban.
A csapatok oda-visszavágós rendszerben mérkőztek meg egymással. Az összesítésben jobbnak bizonyuló egy-egy csapat jutott ki a világbajnokságra.
AFC – CONMEBOL
| 1. csapat | Össz.Tooltip Aggregate score | 2. csapat | 1. mérk. | 2. mérk. |
| --------- | ---------------------------- | --------- | -------- | -------- |
| Jordánia  | 0–5                          | Uruguay   | 0–5      | 0–0      |

CONCACAF – OFC
| 1. csapat | Össz.Tooltip Aggregate score | 2. csapat | 1. mérk. | 2. mérk. |
| --------- | ---------------------------- | --------- | -------- | -------- |
| Mexikó    | 9–3                          | Új-Zéland | 5–1      | 4–2      |

## Gólszerzők
A 820 mérkőzés során 2343 gól született, ez átlagosan 2.80 gól/mérkőzést jelent.
11 gólos
| - Deon McCaulay | - Robin van Persie | - Luis Alberto Suárez |

10 gólos
| - Peter Byers - Lionel Messi | - Edin Džeko - Oribe Peralta | - Blas Pérez |

9 gólos
| - Gonzalo Higuaín | - Radamel Falcao | - Jerry Bengtson |

8 gólos
| - Vedad Ibišević - Álvaro Saborío - Mesut Özil | - Okazaki Sindzsi - Georges Gope-Fenepej - Cristiano Ronaldo | - Zlatan Ibrahimović - Clint Dempsey |